# Boris Iwanowski
Boris Ippolitowicz Iwanowski (ros. Борис Ипполитович Ивановский) – rosyjski kierowca wyścigowy. Oficer Gwardii Imperium Rosyjskiego w czasie I wojny światowej, który opuścił kraj po dojściu do władzy bolszewików i zamieszkał na stałe w Paryżu.

## Kariera wyścigowa
Iwanowski rozpoczął karierę w wyścigach Grand Prix w 1924 roku w samochodzie Ratier 748 cm³ w Paryżu. W późniejszych latach startował głównie w wyścigach samochodów sportowych. W 1926 roku wygrał 24-godzinny wyścig organizowany w Saint-Germain-en-Laye. Dwa lata później był najlepszy w 24-godzinnym wyścigu Spa. W 24-godzinnym wyścigu Le Mans Rosjanin wystartował w 1931 roku w klasie ósmej. Odniósł zwycięstwo w swojej klasie, a w klasyfikacji generalnej stanął na drugim stopniu podium.
Również w 1931 roku startował w samochodzie Mercedes SSK w wyścigach Grand Prix, także tych zaliczanych do klasyfikacji Mistrzostwa Europy AIACR. W Grand Prix Włoch i Grand Prix Belgii Był piąty. Z dorobkiem piętnastu punktów uplasował się na trzynastej pozycji w klasyfikacji generalnej.